# Markus Bischoff (Koch)
Markus Bischoff (* 3. April 1962 in Pforzheim) ist ein deutscher Koch.

## Werdegang
Nach der Ausbildung zum Konditor in Pforzheim wechselte Bischoff 1982 als Koch zum Gasthof Schwarzer Adler zu Franz Keller in Oberbergen.
Ab 1984 leistete er zwei Jahre Wehrdienst als Koch in Karlsruhe.
1986 ging er zum Hotel Arlberg Hospiz in St. Christoph am Arlberg in Österreich.
1987 wechselte er zur Auberge de l’Ill (drei Michelinsterne) zu Paul Haeberlin (1923–2008) in Illhaeusern in Frankreich, 1988 zum Restaurant Aubergine (drei Michelinsterne) zu Eckart Witzigmann in München. 1990 absolvierte er die Meisterschule in Baden-Baden.
1991 wurde er Küchenchef im Restaurant-Hotel Der Leeberghof in Tegernsee. 1997 wurde er Inhaber und Küchenchef des Leeberghofs, der ab 1998 mit einem Michelinstern ausgezeichnet wurde. 2002 wurde er Inhaber und Küchenchef des Hotel Restaurant-Bar Bischoff am See in Tegernsee.
Seit Anfang 2008 bis Juni 2024 war er Küchenchef des Dekra-Club-Restaurants in Stuttgart.

## Auszeichnungen
- 1981: Konditor, Kammer- und Landessieger[3]
- 1998: Ein Michelinstern für das Restaurant-Hotel Der Leeberghof in Tegernsee
- 1999: Restaurateur des Jahres 1999 vom Gault Millau
- 2002: Ein Michelinstern für das Hotel Restaurant-Bar Bischoff am See in Tegernsee